# Polarisatie (scheikunde)

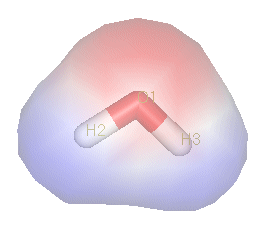
Polarisatie in water
negatieve lading
positieve lading

Polarisatie is het verschijnsel waarbij een ongelijksoortige ladingsverdeling ontstaat in een binding tussen atomen met een verschillende elektronegativiteit. De kern van het meer elektronegatieve atoom oefent daarbij een sterke aantrekkingskracht uit op de elektronen van het andere, minder elektronegatieve atoom. Moleculen waarbij polariteit een rol speelt bezitten een dipoolmoment en worden polaire moleculen genoemd. Het bekendste voorbeeld is water. Water heeft een polaire binding.
De elektronen van de waterstofatomen in water worden sterk aangetrokken door het zuurstofatoom en bevinden zich dichter bij het zuurtofatoom dan bij de waterstofatomen. Dit heeft tot gevolg dat het watermolecuul een relatief sterke negatieve lading heeft in het midden en een positieve lading aan de uiteinden.
Polarisatie speelt een belangrijke rol bij de reactiviteit van bepaalde verbindingen ten opzichte van elkaar en is er in moleculen de oorzaak van dat het polarisatie-effect kan optreden.